# WTA Challenger San Antonio
Das WTA Challenger San Antonio (offiziell: San Antonio Open) ist ein Tennisturnier der WTA Challenger Series, das in der texanischen Stadt San Antonio ausgetragen wird.

## Siegerliste

### Einzel
| Jahr | Siegerin   | Finalgegnerin      | Ergebnis |
| ---- | ---------- | ------------------ | -------- |
| 2016 | Misaki Doi | Anna-Lena Friedsam | 6:4, 6:2 |

### Doppel
| Jahr | Siegerinnen                         | Finalgegnerinnen                         | Ergebnis |
| ---- | ----------------------------------- | ---------------------------------------- | -------- |
| 2016 | Anna-Lena Grönefeld Nicole Melichar | Klaudia Jans-Ignacik Anastasia Rodionova | 6:1, 6:3 |